# Edith Hagg
Edith Hagg (* 20. August 1954 in Gmunden; † 15. Januar 2006 in Linz) war eine österreichische Fernsehjournalistin.
Hagg studierte in Linz Soziologie, 1974 begann sie ihre Karriere als freie Mitarbeiterin im ORF-Oberösterreich, zunächst im Kulturressort, ab 1978 als angestellte Redakteurin im Aktuellen Dienst.
Ihr Schwerpunktgebiet waren Wahlberichterstattungen, die sie ab 1988 im Radio selbst moderierte.
Zuletzt war sie ab 2002 Chefredakteurin im ORF-Landesstudio Salzburg. Wegen ihrer Krebserkrankung musste sie dieses Amt im Herbst 2005 niederlegen. Sie hinterließ bei ihrem Tod eine 18-jährige Tochter.